# Udrești (okręg Vâlcea)
Udrești – wieś w Rumunii, w okręgu Vâlcea, w gminie Dănicei. W 2011 roku liczyła 15 mieszkańców.